# Hitzone 100
538 Hitzone 100 is een verzamelalbum uit de Hitzoneserie, uitgebracht in 2022.
Het album is de eerste Hitzone uit 2022 en tevens de laatste reguliere Hitzone. Hiermee kwam na vijfentwintig jaar en honderd edities een einde aan de reeks verzamel-cd's, die eerst door The Music Factory en later door Radio 538 werden uitgegeven. De reden voor het stoppen van de serie was de terugloop in verkoopcijfers en de toenemende populariteit van streamingdiensten als Spotify.
Op het dubbelalbum staan 47 tracks. De eerste cd is gevuld met recente hits van artiesten als The Weeknd, MEAU en Maan. Op de tweede cd staan hits van de afgelopen vijfentwintig jaar. Het was de eerste editie die ook op vinyl verscheen.